# ئی-پلاس
ئی-پلاس (انگلیسی: E-Plus) شرکت مخابراتی آلمانی است، که در سال ۱۹۹۲ تأسیس شد و هم‌اکنون زیرمجموعه شرکت کی‌پی‌ان می‌باشد.